# Авраамка (летописец)
Авраам (Аврамко) — писец или составитель летописного сборника в Смоленске. Этот сборник был составлен в 1495 году, по словам писавшего, «при державе великаго князя Александра изволением Божиим и повелением господина владыки епископа Смоленского Иосифа». При составлении своего летописного сборника Авраам располагал, изводами обоих летоисчислений, то есть мартовского и сентябрьского года, и в первом отрывке пользовался Первой Новгородской летописью вместе с другими, изменяя и сокращая изложение.
Летопись Аврамки была издана Археографической комиссией под редакцией А. Ф. Бычкова и К. Н. Бестужева-Рюмина в 1889 году в Санкт-Петербурге. Она составляет XVI том Полного собрания русских летописей.